# Steve Burtt (baloncestista de 1984)
Steve P. Burtt Jr. es un jugador de baloncesto estadounidense nacido el 5 de noviembre de 1984 en Nueva York. Mide 1,85 metros y juega de alero en el Ionikos Nikaias B.C. de Grecia. Es el hijo del también jugador de baloncesto Steve Burtt.

## Trayectoria profesional
- Northeast Pennsylvania Breakers (2006)
- Olympiada Patras (2006-2007)
- Benfica (2007)
- Basket Draghi Novara (2007)
- Ironi Ashkelon (2007-2008)
- Eldan Ashkelon (2008-2009)
- Menorca Bàsquet (2009)
- Apollon Limassol (2009)
- Ferro-ZNTU Zaporozhye (2010)
- BC Dnipro Dnipropetrovsk (2010-2012)
- Tofaş Spor Kulübü (2012-2013)
- Avtodor Saratov (2013)
- BC Spartak de San Petersburgo (2013-2014)
- Basket Zielona Góra (2014)
- Baloncesto Fuenlabrada (2014-2015)
- Atléticos de San Germán (2015)
- Byblos Club (2015-2016)
- Guizhou White Tigers (2016)
- Apollon Patras B.C. (2017)
- Sagesse BC (2017)
- Caciques de Humacao (2017)
- Sanat Naft Abadan BC (2017-2018)
- Ifaistos Limnou B.C. (2018)
- Rethymno Cretan Kings B.C. (2018-2019)
- Ionikos Nikaias B.C. (2019- )

## Palmarés
- Máximo anotador de la liga Israelita con el Ironi Ashkelon’07/08.
- Integrante del quinteto ideal de la liga universitaria en 2006.
- Escolta del año en la liga israelita para Eurobasket.com